# Los Dug Dug's
Los Dug Dug's (anteriormente llamados Xippos Rock) es una banda mexicana de rock, formada en la década de 1960. Su nombre proviene de la contracción del nombre de su estado natal, Durango: Dug Dug's.
Es considerada como una de las bandas que lograron un éxito en la década de 1970 en la escena del rock mexicano y por su participación en el Festival de Rock y Ruedas de Avándaro, en septiembre de 1971, uno de los festivales de rock más importantes de la contracultura mexicana, en la actualidad el grupo se le considera parte de un seguimiento de culto. 
Desde el 2003 el vocalista Armando Nava, ha tocado parcialmente en conciertos con algunos integrantes de la alineación original, pero a finales de los años del 2010 Armando hizo una nueva alineación con nuevos integrantes.

## Historia

### Formación
En 1960, se había formado en la ciudad de Durango, una banda llamada Xippos Rock, formada por algunos estudiantes de bachillerato, nativos de dicha ciudad: Clemente Palencia (voz), Roberto Miranda (guitarra) y Moises Muñoz (bajo). Tiempo después, al cursar la universidad en el centro del país, es invitado Armando Nava al proyecto; así como Jorge Luján, instruido por Nava en cuanto a tocar guitarra. Posteriormente, se une Sergio Orrante en la batería y Francisco Alcalde en las vocales, así como Jorge de la Torre en las vocales, quien tocaba el pandero y la guitarra. Con dicha formación, comenzaron a tocar para estaciones locales de radio, usando como equipo una silla al revés y guitarras acústicas. Actuando también en lugares locales y teatros (como el teatro Ricardo Castro) así como algunas fiestas. Las canciones que entonces tocaban fueron covers de bandas mexicanas de la época, como Los Teen Tops, Los Locos del Ritmo, Los Rebeldes del Rock, Los Hooligans, etc.

### Inicios en Tijuana
El padre de Armando Nava era agente de ventas y se mudó con su familia a la ciudad de Tijuana, Baja California, como frecuente necesidad de viajar que su trabajo implicaba. Fue así como una vez, al cabo de un año de radicar en dicha ciudad, Armando encontró la manera de volver a Durango y llevar a la banda Xippos Rock a operar desde Tijuana. De esta manera, se consolida la formación fundadora de la banda: Armando Nava (guitarra), Jorge Luján (vocales y guitarra), Jorge de la Torre (voz principal y pandero), Sergio Orrante (batería) y Moisés Muñóz (bajo). Después de realizar actuaciones en Mazatlán y Obregón, la banda decidió cambiar su nombre a Los Dug Dugs antes de retornar a Tijuana, dos meses después de lo cual, Sergio Orante decidiría regresar a Durango a terminar el bachillerato.
Aún en Tijuana, después de tocar regularmente en un bar llamado Sans Souci, más conocido como Mike's Bar, comienzan a tocar a lo largo de la frontera norte. Durante ese tiempo, se convertiría en la primera banda mexicana en tocar tanto covers como canciones originales en inglés, creando así una vertiente conocida como Onda Chicana, movimiento que integró a su vez bandas como Bandido, Three Souls in my Mind, (hoy el Tri), Peace and Love, El Ritual, La Tribu, El Amor, Ciruela, La Tinta Blanca, La Cosa Nostra, Los Locos, La División del Norte, Luz y Fuerza, La Caja de Pandora, entre otras.

### Desde Tijuana a la Ciudad de México
Después de algunos meses de operar desde Tijuana,los Dug Dugs deciden trasladarse a la Ciudad de México, haciendo actuaciones en El Harlem Cafe, el Cortijo, cafés cantantes y, posteriormente a lugares como El Trip Cafe y Hullabaloo Cafe. Entonces, la popularidad de la banda empezó a extenderse por la ciudad, al grado de llegar a ser invitados a realizar actuaciones en foros de televisión.

### Desde Nueva York
Comenzando 1968, la banda se muda a la ciudad de Nueva York y hacen sus primeras grabaciones originales en un estudio local y deciden regresar a la Ciudad de México, sitio donde comenzarían a consolidar su carrera, sobre todo, después de haber participado en el Festival de Rock y Ruedas de Avándaro en septiembre de 1971 y, a la par de ellos, sacan su álbum debut. Sus éxitos en ese tiempo fueron: "Lost in my world", "Let's make it now", "Cambia, cambia", "Smog" y "Al diablo con la gente". El resto de su discografía la concebirían bajo la censura por parte del gobierno y los medios de comunicación durante las décadas de 1970 y 1980.

## Discografía
Álbumes de estudio
- 1971: Dug Dug's
- 1973: Smog
- 1975: Cambia cambia
- 1978: El Loco

Álbumes recopilatorios
- 1985: 15 Éxitos de los Dug Dug's
- 1985: Abre tu Mente